# 11-я Плевенская повстанческая оперативная зона
11-я Плевенская повстанческая оперативная зона (болг. Единадесета Плевенска въстаническа оперативна зона) — территориальная и организационная единица в составе Народно-освободительной повстанческой армии Болгарии во время Второй мировой войны.

## История
11-я Плевенская повстанческая оперативная зона в составе Народно-освободительной повстанческой армии Болгарии была образована 23 июля 1943 года во время тайной расширенной встречи Плевенским окружным руководством БРП (к) и РМС, состоявшейся в местности Киризлика между деревнями Драгана и Катунец. Участниками заседания были Борис Копчев, Пело Пеловский, Слави Алексиев, Пеко Таков, Тома Стефанов (болг. Тома Стефанов), Любен Цветанов (болг. Любен Цветанов), Петр Нешев, Дочо Шипков, Стоян Едрев, Йото Курташев, Дочо Христов (болг. Дочо Христов), Григор Вылев (болг. Григор Вылев) и другие.
Зона была разделена на три военно-оперативных района: Плевенский, Ловечско-Троянский и Червен-Брягский. По указанию ЦК БРП (к) и Главного штаба НОВА был сформирован штаб в следующем составе:
- Командир повстанческой зоны: Пело Пеловский[болг.]
- Начальник штаба: Стоян Едрев[болг.]
- Политический комиссар: Пеко Таков[болг.]
- Помощник политического комиссара: Любен Цветанов (болг. Любен Цветанов
- Члены штаба: Дочо Шипков[болг.], Петко Патаринский[болг.]

С января 1944 года командиром зоны был Борис Попов, политическим комиссаром — Петко Кунин. Штаб издавал газету «Народен партизанин».

## Структура
В состав 11-й Плевенской повстанческой оперативной зоны входили пять партизанских отрядов и разные боевые группы БКП. К отрядам относились:
- Партизанский отряд имени Христо Корпачева[болг.]
- Червен-Брягский партизанский отряд имени Георгия Бенковского[болг.]
- Партизанский отряд «Дунай»[болг.]
- Плевенский партизанский отряд имени Васила Левского[болг.]
- Партизанский отряд «Дядо Вылко»[болг.]